# Залив Географов
Залив Гео́графов — залив на севере Северного Ледовитого океана, вдаётся в северо-восточную часть острова Земля Георга архипелага Земля Франца-Иосифа.

## Гидроним
27 марта 1897 года английский полярный исследователь Фредерик Джексон назвал залив в честь члена парламента и Королевского географического общества Джозефа Чемберлена. В 1930 году начальник полярной станции «Бухта Тихая» П. М. Иванов присвоил существующее название. 

## География
Расположена на северо-востоке острова Земля Георга, вдаётся примерно на 18 километров. Омывает юго-восточный берег северной части острова — полуострова Армитидж. С противоположной — юго-западной части — полуостров омывается заливом Аспирантов.
На северо-востоке залив Географов на полуострове омывает купол Института Геологии Арктики, расположенный между мысами Гросвенор на юге и Брюса на севере. За куполом находится бухта Соммервиль. На юге омывает северный берег купола Брусилова.
Входными мысами в залив являются Гросвенор на севере и Чадс-Хед на юге.